# Ochodaeus castaneus
Ochodaeus castaneus är en skalbaggsart som beskrevs av Benderitter 1920. Ochodaeus castaneus ingår i släktet Ochodaeus och familjen Ochodaeidae. Inga underarter finns listade i Catalogue of Life.